# 金鹰纪实卫视
湖南广播电视台金鹰纪实频道是湖南广播电视台的一个以纪录片为主的卫星电视频道。

## 历史
1996年7月25日，湖南生活频道正式开播，以“服务大众生活，引导生活消费，提高生活质量”为定位。2002年9月，并入湖南经济电视台。2008年3月12日，更名为湖南电视台金鹰纪实频道。
2015年5月20日起，金鹰纪实频道全面完成内容改版和技术改造升级，并作为湖南首家专业高清纪录片频道正式实现高清播出。2015年6月，国家新闻出版广电总局正式批复同意湖南金鹰纪实频道上星播出。2016年1月1日，湖南金鹰纪实频道正式上星播出，成为继北京、上海后全国第三家纪录片卫星频道。

## 主持人
王祖洪（阿祖）